# ستيف فيرتهايمر
ستيف فيرتهايمر (بالعبرية: סטף ורטהיימר) من مواليد 16 يوليو 1926، هو رجل صناعة ومستثمر ومطور وسياسي إسرائيلي سابق، ألماني المولد. وهو عضو سابق في الكنيست، عرف عنه تأسيس مجمعات صناعية في إسرائيل والدول المجاورة وعائلة فيرتهايمر هي أغنى عائلة في إسرائيل اعتبارا من عام 2013.
ستيف فيرتهايمر، هو مُؤسّس يسكار م.ض. واضطّرّ إلى الهرب من ألمانيا النّازية في سنّ العاشرة، أدركَ منذ زمنٍ بعيد أهميّة إسرائيل ككيانٍ يهودي. شارك في حرب 1948، وخدَمَ في البلماح كمُساعدٍ تقنيّ ليِغآل ألون في تطوير الأسلحة. ومنذ ذلك الحين كرّسَ فيرتهايمر حياته لتعزيز استقلال إسرائيل الاقتصاديّ وتشجيع العيش المُشترَك بسلامٍ مع الدوَل المُجاورة. إنّ الإنتاجَ لغاياتِ التصدير والمبادرات التعليميّة كانت بمثابة الأدوات التي حاولَ فيرتهايمر بواسطتها تحقيقَ تلك الأهداف.

## وصلات خارجية
- ستيف فيرتهايمر على الموقع الإلكتروني للكنيست